# Пепељасти смрчак
Пепељасти смрчак је врста јестиве, рудералне гљиве, која расте махом на сметљиштима, тражи хидрулизирану целулозу, те се стога већином налази крај или испод трулих папира, посебно картона, односно крпа одстојалих двије до четири године на отвореном. Иначе преферира пјешчано тло. Најчешћи смрчак западне половице наше земље, укључујући и Јордан, од Истре па све до Скадарског језера. Врло чест и на континенту у Словенији, Хрватској, Херцеговини и Црној Гори. Нема града на овом подручју на чијем га сметљишту нећемо наћи.

## Клобук
Клобук је висок 3-6 cm, а на најширој разини у дну 2,4-4 cm широк; јајолико издужен и према врху ужи, но готово редовито не симетричан, тако да с једне стране може бити готово праволинијски раван, а с друге лучно заобљен. Главна, уздигнутија и дебвља, често двострука ребра чине крупније јамнице (и до 1 центиметар промјера); Из њих се на нижој разини гранају секундарна ребра, тања и испрекидана, која опет са своје стране праве мање јамице у дубини већих. Већина уздужених ребара је континуирана, али не теку цијелом дужином паралелно, посебно у доњој половини најприје кривудају, праве завијутке и лавиринте. Попречна ребра не само да су слабија него већином и не допиру до другог главног, тако да јамица остане с једне стране отворена. кад су затворене, јамице су претежно четвороугле, но издуљене - парелопипедне. Млад клобуг буде често бијел, но убрзо поприма основну пепаљстосиву боју. Одрасли клобуг буде и ружичастомеснате до пурпорно ружичасте боје (форма purpurascens Boud), маслинасто смеђ (форма oliviascens Boud), или пак смеђелила до сиволила што се још увијек убраја у тип. Главна ребра поцрне.

## Химениј
Химениј се налази само у јамицама, дакле у наставцима, нејединствене површине. Једнако обојен као и ребра, док не поцрне.

## Отрусина
Отрусина је крем боје.

## Стручак
Стручак је величине 4-6/1,5-2,5 cm, углавном ваљкаст, у дну може бити и задебљан, и тада већином с једном браздом која се проширује у јаму. Гол, без зрнаца споља. Шупаљ као и клобук.

## Месо
Месо је танко, воштано, бијело, с доње стране осуто зрнцима. Доста еластично али не и жилаво. Укус сладак (не јести сирово), мирис деликатни фин, но неодредив.

## Микроскопија
Споре елиптичне, претежно издужено, с ексудатом унутар и изван стијенки, с капљицама или без њих: 16-24/9-12-(14) mi. Асци у бази јако, до 20 mi, задебљани неамилоидни, унисеиратни, но како споре често стоје сасвим попречно, често стоје сасвим попречно, често проширени и до 35 mi, иначе: 260-390/17,75-22 mi. Парафизне септиране, гранају се већ од дна, задебљане при врху 8,5-14,5 mi.

## Доба
Међу првим у сезони, од половице 3. до краја 5. мјесеца.

## Јестивост
Прворазредна и врло ароматична гљива, долази одма после пепаљастог смрчка, треба само пазити да није престар тј. да му с унутрашње стране бубуљице нису почеле црвенкасто смеђити. Ако се клобук распада, то је исто знак престарјелости. Темељито опран те темељито исцијеђен, најбољи је похован или пржен, но укусан је спреман на било који начин, само не сиров. Лако се суши и тада је још бољи.

## Сличне врсте
Високи смрчак, Morchella elata Fr., у много чему му је упадљиво налик, разликује се ипак највише по зрнцима на стручку и то крупним и упадљивим.